# Alte Synagoge (Livorno)

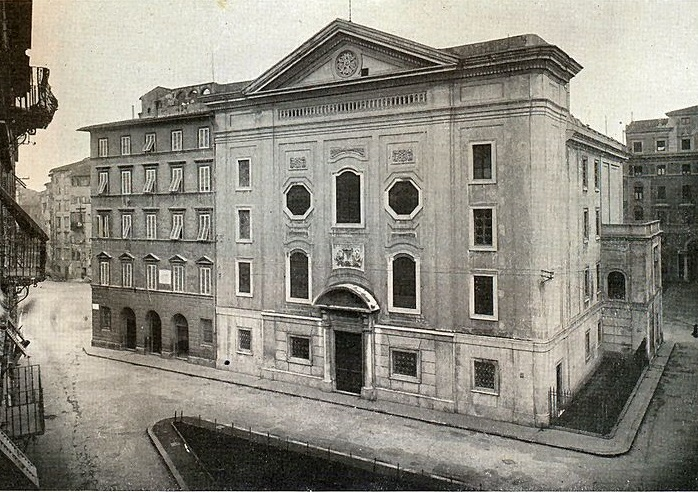
Alte Synagoge in Livorno

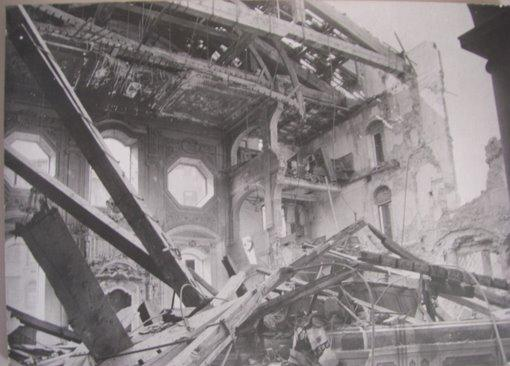
Ruine

Die Alte Synagoge (italienisch Tempio Maggiore vecchio di Livorno ‚alter Haupttempel‘) in Livorno, der Hauptstadt der italienischen Provinz Livorno in der Region Toskana, wurde 1603 errichtet und 1642 umgestaltet. Die Synagoge im Stil des Barock stand an der Piazza Benamozegh. Der Historiker Ferdinand Gregorovius bezeichnete sie Mitte des 19. Jahrhunderts als „die reichste vielleicht in der Welt“. Sie gehörte den Juden der sephardischen Glaubensrichtung.
Im Zweiten Weltkrieg bombardierte die US-Luftwaffe die Stadt und zerstörte große Teile des Zentrums und auch die alte Synagoge.
Im Jahr 1962 wurde die neue Synagoge, auf dem Grundstück der alten Synagoge errichtet, eingeweiht.